# Borysów (stacja kolejowa)
Borysów (biał. Барысаў, ros. Борисов) – stacja kolejowa w miejscowości Borysów, w rejonie borysowskim, w obwodzie mińskim, na Białorusi. Leży na linii Moskwa - Mińsk - Brześć. Główny dworzec kolejowy miasta.
Stacja powstała w XIX w. na linii Kolei Moskiewsko-Brzeskiej pomiędzy stacjami Bojary a Żodzino.